# برستون إيبس
برستون إيبس (بالإنجليزية: Preston Epps)‏ هو فنان إيقاعي أمريكي، ولد في 1931، وتوفي في 9 مايو 2019.

## وصلات خارجية
- برستون إيبس على موقع ميوزك برينز (الإنجليزية)
- برستون إيبس على موقع ديسكوغز (الإنجليزية)